# Paragymnobothrus gracilis
Paragymnobothrus gracilis är en insektsart som beskrevs av Boris Petrovich Uvarov 1953. Paragymnobothrus gracilis ingår i släktet Paragymnobothrus och familjen gräshoppor. Inga underarter finns listade i Catalogue of Life.